# Śūdra
Gli śūdra (in sanscrito शूद्र, con grafia anglicizzata shudra) appartengono alla quarta e ultima casta (varṇa) in cui, tradizionalmente, è ripartita la società indiana.

## Descrizione
Questa classe sociale è inferiore a quella dei bramini, degli kṣatriya e dei vaiśya.
Sono i servitori, coloro che usano la forza fisica nelle loro occupazioni professionali e che svolgono i lavori più umili. Secondo l'Induismo sono stati creati dai piedi del dio Brahmā.